# Orphelinat de Belgrade
L'orphelinat de Belgrade (en serbe cyrillique : Дом сиротне деце ; en serbe latin : Dom sirotne dece) est une institution située à Belgrade, la capitale de la Serbie, dans la municipalité urbaine de Savski venac. Construit entre 1887 et 1892, il est inscrit sur la liste des biens culturels de la ville de Belgrade.

## Présentation
L'orphelinat de Belgrade, situé 72 rue Svetozara Markovića, a été construit entre 1887 et 1892, selon des plans de l'architecte viennois Anton Haderer, dans un style académique typique du XIXe siècle. L'établissement a été financé par la Société pour l'éducation et la protection des enfants, créé en 1879, ainsi que par les contributions des citoyens de la ville de Belgrade. De 1887 à 1918, l'orphelinat a hébergé, instruit et éduqué notamment à des enfants orphelins de guerre. L'orphelinat a été reconnu comme une institution éducation par la principauté de Serbie puis par le royaume de Yougoslavie.
Le bâtiment est doté d'un rez-de-chaussée et d'un étage. La façade principale est particulièrement ornée ; elle possède une entrée centrale composée de colonnes soutenant un tympan triangulaire ; deux avancées, formant pavillon, sont situées à chaque angle et accentuent la symétrie de l'ensemble. Cette façade est, au niveau du toit, surmontée d'un grand tympan à trois pans.